# De Pikkeling

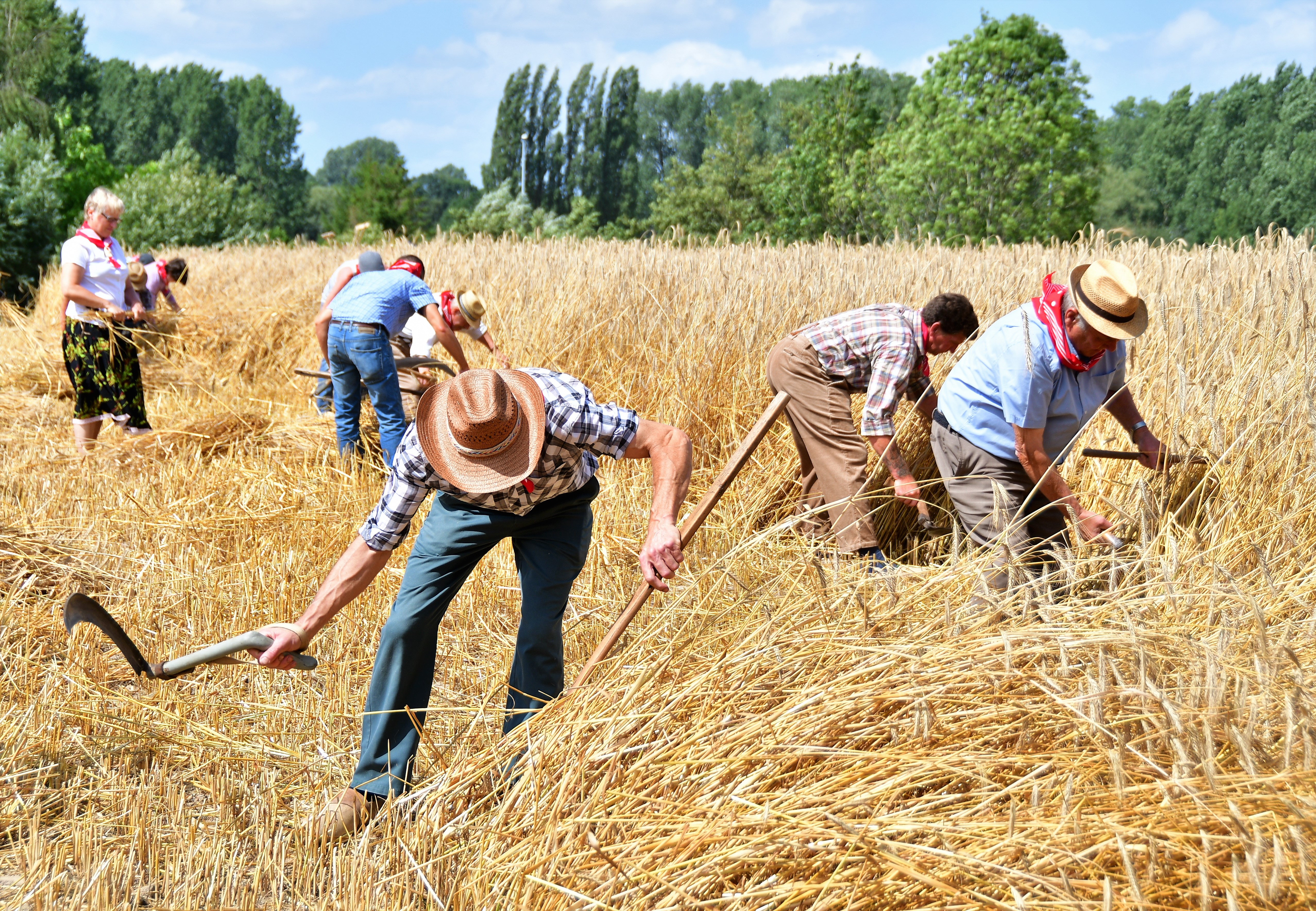
De Pikkeling

De Pikkeling is een jaarlijks tweedaags oogstfeest gedurende het laatste weekend van de maand juli dat beurtelings wordt georganiseerd in de Faluintjesgemeenten Baardegem, Herdersem, Meldert en Moorsel. In 2017 is het evenement erkend als immaterieel erfgoed.
De eerste editie van de Pikkeling vond plaats in 1970. Toenemende verstedelijking en veranderingen in de landbouw brachten de gemeenten ertoe om een oogstfeest te organiseren. De naam van het evenement is afkomstig van de graanoogst, waarbij een pikkeling een nog ongebonden graanschoof is die te drogen wordt neergelegd alvorens tot een schoof te worden vastgebonden.
Op de Pikkeling draait het om oude landbouwtechnieken, vintage landbouwmachines en oude ambachten. Daarnaast zijn er een paardenoptocht, streekproductenmarkt en folkloristische dans- en muziekgroepen.  Elke editie begint met de inhuldiging van het bloementapijt in Moorsel en met de internationale groepen die ronddansen op de Grote Markt in Aalst.
Ter ere van het oogstfeest wordt in opdracht van de VVV De Faluintjesstreek het bier Pikkeling gebrouwen. Een specialiteit zijn ook de ovenkoeken en Pikkelingkoffie.
De Pikkeling trekt circa 20.000 bezoekers en er helpen zo'n 500 vrijwilligers.